# Szekeres Nóra
Szekeres Nóra (1980. szeptember 2. –) műsorvezető, színész.

## Élete
1990-ben szerepelt először kamerák előtt a Magyar Televízió Kölyökidő című ifjúsági műsorában. 1997-ben szerepelt a Nekem8 és a Repeta című műsorokban. 20 évesen (2000) lett anya. 2007-ben Till Attilával ő vezette a Sztárok a jégen című műsort. Ugyanebben az évben lett a Favorit című műsor vezetője is. 2008-ban ő vezette a Megasztár című tehetségkutató verseny negyedik szériáját, szintén Till Attila oldalán.

## Filmjei
- Volt egyszer egy szerelem
- Kösszép
- A jégpályák lovagja
- Csereszerelem (1994)

## Magánélete
Elvált, volt férje Szatmári Péter operatőr. Két gyermekük van, Noa 2001-ben, Milán 2003-ban született. Az ELTE BTK Romanisztikai Intézetben olasz nyelvtanári diplomát szerzett, majd beiratkozott az ELTE Állam- és Jogtudományi Karára, ahol 1 évet halasztott. Harmadik gyermeke Alexander 2013-ban született. Jelenlegi férje Komonczi Zsolt nagyvállalkozó, Fidesz-közeli oligarcha. 2022. május 5-én megszületett a negyedik gyermeke, Nadin.